# Statuto di occupazione della Germania
Lo Statuto di occupazione della Germania (in tedesco Besatzungsstatut) del 10 aprile 1949 specificava i ruoli e le responsabilità del governo di nuova creazione della Repubblica Federale Tedesca (Germania occidentale) e dell'Alta commissione alleata. Fu redatto da rappresentanti americani, britannici e francesi e rimase in vigore fino all'entrata in vigore dei trattati di Parigi (1954) il 5 maggio 1955.
Gli autori dello statuto erano il segretario di Stato degli Stati Uniti, Dean Acheson, il segretario di Stato britannico per gli affari esteri e del Commonwealth, Ernest Bevin, e il Primo ministro francese Robert Schuman, che hanno deliberato per otto giorni in intense conferenze a Washington. Diede la sovranità condizionale alla Repubblica Federale e l'ammise nell'organizzazione del Piano Marshall come partner paritario. Gli Alleati hanno conservato il diritto di mantenere le forze occupazionali nel paese e di controllare completamente il disarmo, la smilitarizzazione, i relativi campi di ricerca scientifica, le riparazioni di guerra, la Ruhr, la decartelizzazione, il commercio estero, il livello di produzione industriale, gli sfollati e i rifugiati, la protezione, prestigio e sicurezza delle forze di occupazione, degli affari esteri, del commercio e degli scambi con l'estero. La Repubblica Federale poteva agire in queste sfere solo con il permesso degli Alleati.
Inoltre, la Legge fondamentale (costituzione) poteva essere modificata solo con il consenso unanime degli Alleati e gli Alleati avevano il diritto di porre il veto a qualsiasi legislazione contraria alla Legge fondamentale o alle politiche di occupazione. Gli Alleati avevano anche il potere di riprendere l'occupazione a pieno titolo in caso di emergenza.
I rappresentanti degli Alleati chiesero al Consiglio parlamentare, che stava elaborando la Legge fondamentale, di accettare lo statuto. Sebbene abbia incontrato resistenza da parte della SPD, il consiglio ha accettato lo Statuto di occupazione.